# Google AI
Google AI — подразделение компании Google, занимающееся искусственным интеллектом. Его создание было объявлено на конференции Google I/O в 2017 году CEO компании Сундаром Пичаи.
В 2023 году Google AI стала частью реорганизационной инициативы, в рамках которой её руководитель, Джефф Дин, был назначен на должность главного научного сотрудника Google. В рамках этой реорганизации произошло объединение Google Brain и DeepMind — британской компании, приобретённой Google в 2014 году, которая до этого функционировала отдельно от основных исследований компании.

## Проекты
- Обслуживание находящихся на облачной платформе TPU (тензорных процессоров Google) для разработки программного обеспечения машинного обучения[5][6].
- Разработка TensorFlow[7].
- Предоставление свободного доступа к кластеру облачных TPU для исследователей, вовлеченных в исследования машинного обучения с открытым исходным кодом[8].
- Портал с доступом к более чем 5500 исследовательских публикаций (по состоянию на сентябрь 2019 года), сделанных работниками Google[9].
- Команда Magenta — исследовательская команда по глубокому обучению изучающая роль машинного обучения как инструмента в творческом процессе[10]. Команда выпустила множество проектов с открытым исходным кодом, позволяя художникам и музыкантам расширить свои творческие процессы с использованием ИИ[11].
- Sycamore: новый 54-х кубитный программируемый квантовый процессор[12].
- LaMDA: семейство разговорных нейронных языковых моделей[13].
- Программа, предназначенная для решения растущей необходимости для разработки свободных разговорных ресурсов для недопредставленных языков[14].

## К дальнейшему прочтению
- Google Puts All Of Their A.I. Stuff On Google.ai, Announces Cloud TPU
- Google collects its AI initiatives under Google.ai
- Google collects AI-based services across the company into Google.ai — «Google.ai is a collection of products and teams across Alphabet with a focus on AI.»
- Google’s deep focus on AI is paying off